# International Open Challenge World Championship
El International Open Challenge World Championship (IOCWChampionship) es un campeonato de lucha libre profesional creado en España. Se caracteriza por no ser un campeonato específico de una compañía, si no un cinturón que se disputa en diferentes empresas de todo el mundo.

## Historia

### Orígenes y primeros años (2020-2023)
El campeonato fue presentado el 12 de noviembre de 2020 por su creador Miguel Pérez y por el comentarista de Triple A Hugo Savinovich. Debido a la situación producida por la pandemia de COVID 19 su puesta en juego fue retrasada hasta el 27 de marzo de 2021.
La primera defensa del campeonato se realizó 27 de marzo de 2021 en el evento "For The Love of Wrestling" de la empresa National Championship Wrestling. Fue en The Blue Wave Center de West Virginia y se retransmitió en PPV en diferido a través de FITE TV. Los primeros luchadores que compitieron por el cinturón fueron Rayo, Desean Pratt y Clay, consiguiendo la victoria el luchador peruano.
El 29 de marzo de 2021 Rafael de La Torre, presidente de la empresa española de lucha libre NEW desveló que el campeonato se defendería en sus shows en el futuro, convirtiéndose en la primera empresa de Europa en firmar un convenio de colaboración con el comisionado del cinturón. El cierre de la empresa no permitió que la defensa se llevara a cabo.
El 8 de abril de 2021 el Diario As anunció nuevas defensas del campeonato en los estados de Alabama e Illinois. Esa misma noche Hugo Savinovich anunció que el campeonato será defendido próximamente en Panamá. El 22 de abril de 2021 Diario As dio la primicia de que se creará un campeonato femenino bajo el mismo comisionado, el International Womens Open Challenge World Championship. Además, se anunció que el merchandising del campeonato estará disponible en Pro Wrestling Tees. El 28 de abril de 2021 se anunció que el campeonato sería defendido en la empresa Maryland Championship Wrestling.
El 21 de mayo de 2021 se anunció que el campeón Rayo había realizado un tryout con WWE. De esta forma el IOCW Championship se convirtió en el campeonato que más rápido ha enviado a uno de sus campeones a WWE en toda la historia, con menos de dos meses de circulación. Después de publicarse los nombre de los luchadores que participaron en el tryout el actor y luchador chileno Ariel Levy exigió a Rayo una oportunidad por el campeonato antes de que WWE anunciara si formaban parte de la siguiente ronda de fichajes. El CEO Miguel Pérez pactó una lucha entre ambos en Miami, Florida. Esta lucha acabó con Ariel Levy como nuevo campeón, aunque Rayo volvió a recuperar el campeonato utilizando su cláusula de revancha dos días después.   
El 6 de septiembre de 2021 se anuncia que Rayo defenderá el campeonato en las calles de El Paso ante el exluchador de WWE Cinta de Oro. El show será un evento especial para celebrar la construcción de casas para los niños sin hogar de la ciudad. El 21 de septiembre el ex campeón de la WWE Alberto del Río anunció su presencia en el evento para acompañar a Cinta de Oro en su lucha. La lucha despertó tanta expectativa que fue seguida de cerca por la cadena de televisión Univision. El 22 de septiembre Cinta de Oro se proclamó nuevo campeón al derrotar a Rayo en las calles de El Paso con ayuda de Alberto El Patrón.
El 23 de septiembre se anunció que el último hueco de patrocinios en el campeonato sería ocupado por el youtuber Warge. Tras la consecución del campeonato por parte de Cinta de Oro Televisa invitó al luchador al programa Vamos América, done expresó su amor por el Club América en el 40 aniversario del club.
Para la décima puesta en juego del campeonato se realizó la primera defensa del cinturón fuera de los Estados Unidos. México fue el país elegido para albergar "La lucha de los campeones". El campeonato se pondría en juego el 31 de octubre en una lucha Fatal 4 Way en la que Cinta de Oro se enfrentó al campeón Mundial de Ring of Honor Bandido, el campeón por parejas de AEW Penta el 0M y el campeón de tercias de Triple A Texano Jr. Cinta de Oro también salió victorioso de este combate. Tras esto se anunció que el cinturón sería defendido en Puerto Rico ante El Cuervo en la empresa LAWE propiedad de Orlando Colón. La lucha acabó con el campeón reteniendo el título.   
En enero de 2022 y con motivo de la aparición de la variante Omicron de COVID 19 las defensas titulares se paralizaron por motivos de seguridad y salud. Por este motivo se cancelaron las defensas del campeonato programadas para Reino Unido, Puerto Rico y Catar. En el mes de julio de 2022 Cinta de Oro presentó el libro "El Verdadero Campeonato" en Ciudad Juárez, una autobiografía de su carrera cuyo título fue inspirado por el campeonato. Esto coincidió con el anuncio del regreso de Cinta de Oro a luchar en Ciudad Juárez.
Durante la primera mitad del año 2022 algunas personalidades del mundo del fútbol como el futbolista Adama Traoré, y del mundo de la tauromaquia como Antonio García "El Chihuahua". El comediante Franco Escamilla invitó al campeón Cinta de Oro a su programa Tirando Bola. También participó en programas como Latido Podcast o en el programa de Werevertumorro.
El 13 de julio de 2022 se anuncia que el campeonato vuelve a su actividad habitual después de la pandemia y que el país seleccionado para la siguiente defensa es España. Cinta de Oro eligió a su rival después del entrenamiento y fue el luchador español Red Amethys, ante el que retuvo el campeonato. El campeón Cinta de Oro fue anunciado el 15 de septiembre de 2022 como luchador número 295 del PWI 500, siendo la primera vez que el campeonato aparece en este listado. La primera defensa del campeonato tras su clasificación en el PWI 500 fue en Nuevo México contra El Cobarde NJ en un evento benéfico, del cual saldría victorioso el campeón.

### Nueva era post COVID 19: La correa negra y el arte Alebrije (abril de 2023 - Diciembre 2023)
En abril de 2023 se presentó un nuevo diseño del campeonato, con la correa negra y un amento de calidad de los acabados. Esta segunda etapa viene marcada por la posibilidad de expandir realmente el proyecto como se configuró en los orígenes, al haber desaparecido las restricciones de viaje en la mayor parte del mundo. El 7 de mayo de 2023 Cinta de Oro derrotó a Ráfaga Jr. en la Arena Coliseo de Chihuahua para retener el campeonato y semanas después a la leyenda de la lucha libre Juventud Guerrera.
El 1 de octubre de 2023 se celebró en Ciudad Juárez el segundo festival de lucha libre de la ciudad. El evento estelar de esta celebración fue una lucha por el IOCW Championship en la que el campeón Cinta de Oro derrotó a Andrade con la intervención de Texano Jr. y Cinta de Oro Jr. Esto marcó el debut del hijo del campeón Cinta de Oro Jr. en un evento de lucha libre. En este show se presentó una versión del campeonato volviendo al tono azul y decorado con arte alebrije, creado por artistas y artesanos de Oaxaca. En el 2º Festival de lucha libre de Ciudad Juárez Cinta de Oro se enfrentó a Andrade "El ídolo" en una lucha por el campeonato que se fue a un empate por la intervención de varios luchadores. Tras el combate y el revuelo en redes sociales por parte de Andrade por el resultado el CEO Miguel Pérez decretó que habría una lucha de revancha en El Paso, Texas y que esa lucha contaría con su supervisión y tendría que tener un ganador.

### Andrade se corona nuevo campeón representando a All Elite Wrestling y ficha por WWE (Diciembre 2023 - Actualidad)
En el primer evento de la empresa Cinta de Oro Promotions Andrade se proclamó nuevo campeón al derrotar a Cinta de Oro. Tras la coronación se produjo el fichaje de Andrade por WWE, quién acabó regresando en el Premium Live Event WWE Royal Rumble 2024. Además, se pactó un combate de revancha entre Cinta de Oro y Andrade en Gómez Palacio, Durango. Finalmente Cinta de Oro recuperó el campeonato en una lucha de escaleras ante Andrade, Pentagon Jr.Pentagón Jr. y Diamante Azul.

#### Se anuncian los nuevos campeonatos
Tras la victoria de Cinta de Oro se anunciaron los campeonatos IOCW de parejas y femenino. En el evento "Noche de Campeones" Cinta de Oro defendió exitosamente el campeonato contra Bobby Lee Jr. Tras el combate Cinta anunció que le daría la revancha a Bobby en su natal ciudad León, Guanajuato. El 14 de abril de 2024 Bobby Lee Jr. derrotó a Cinta de Oro para proclamarse campeón mundial por primera vez en sus más de 37 años de carrera.
El 7 de julio de 2024 Cinta de Oro se convierte en campeón por tercera vez al vencer a Bobby Lee Jr., Pentagon Jr. y DMT azul en lucha de escaleras en Oaxaca.

## Combates
|    | Combate                                                                                   | Ganador            | Fecha      | Empresa                              | Evento                                      | Sede                                                      | País           | Observaciones |
| -- | ----------------------------------------------------------------------------------------- | ------------------ | ---------- | ------------------------------------ | ------------------------------------------- | --------------------------------------------------------- | -------------- | --- |
| 1  | Desean Pratt vs. Clay vs. Rayo                                                            | Rayo               | 27/03/2021 | National Championship Wrestling      | For The Love of Wrestling                   | The Blue Wave Center, West Virginia                       | Estados Unidos | A emitirse el 10 de abril de 2021 a través de FITE TV |
| 2  | Rayo vs. Michael Walker                                                                   | Rayo               | 24/04/2021 | Victory Championship Wrestling       | Victory Championship Wrestling              | Gadsden Mall, Gadsen, Alabama                             | Estados Unidos | |
| 3  | Rayo vs. Atómico Jr.                                                                      | Rayo               | 25/04/2021 | Galli Lucha                          | Galli Lucha Libre 480 - Tormenta            | Berwyn Eagles Club, Chicago, Illinois                     | Estados Unidos | En vivo a través de Facebook Watch de Galli Lucha |
| 4  | Rayo vs. Clay                                                                             | Rayo               | 08/05/2021 | World Domination Wrestling Alliance  | World Domination Wrestling Alliance         | Martinsburg, West Virginia                                | Estados Unidos | El campeonato Hatun Auqui de GLL también estuvo en juego. Si Clay perdía debería unirse a la “The Order of the Lightning” |
| 5  | Rayo vs Boom Hayden                                                                       | Rayo               | 22/05/2021 | National Championship Wrestling      | No Guts No Glory                            | Follansbee, West Virginia                                 | Estados Unidos | Zakar Shah iba a convertirse en el prime retador iraní pero no pudo competir por una lesión. El comisionado del campeonato anunció que Zakar Shah recibirá una nueva oportunidad en el futuro. |
| 6  | Rayo vs. Lor Diaz                                                                         | Rayo               | 09/06/2021 | Maryland Championship Wrestling      | MCW Break Through                           | Baltimore, Maryland                                       | Estados Unidos | En vivo a través de la página de Facebook y el canal de Youtube de MCW |
| 7  | Rayo vs. Ariel Levy                                                                       | Ariel Levy         | 18/06/2021 | Coastal Championship Wrestling       | Wynwood Fight District                      | Miami, Florida                                            | Estados Unidos | Ambos luchadores se retaron a través de las redes sociales de Lucha Libre Online después de pasar un tryout con WWE. |
| 8  | Ariel Levy vs. Rayo                                                                       | Rayo               | 20/06/2021 | Coastal Championship Wrestling       | Who´s Your Daddy?                           | Playas de Miami, Florida                                  | Estados Unidos | |
| 9  | Rayo vs. Cinta de Oro                                                                     | Cinta de Oro       | 22/09/2021 | Lucha Frontera                       | HOME                                        | Calles de El Paso, Texas                                  | Estados Unidos | El show tendrá lugar en las calles de El Paso para celebrar la asignación de viviendas para niños sin hogar por parte del gobierno de la ciudad. El equipo de fútbol Wolverhampton de la Premier League envió su apoyo a Cinta de Oro Alberto El Patrón estuvo en la esquina de Cinta de Oro como mánager. Akbar Farat estuvo en la esquina de Rayo como mánager. |
| 10 | Cinta de Oro vs. Penta el 0M vs. Bandido vs. Texano Jr.                                   | Cinta de Oro       | 31/10/2021 | Expo Museo Lucha Libre               | Lucha de campeones                          | Centro de Espectáculos, Espacio Metepec, Estado de México | México         | Los cuatro luchadores participantes son campeones: - IOCW Champion Cinta de Oro - Ring of Honor World Champion bandido - AEW Tag Team Champion Penta el 0M - Campeón de Tercias de Triple A Texano Jr. |
| 11 | Cinta de Oro vs El Cuervo de Puerto Rico                                                  | Cinta de Oro       | 20/11/2021 | LAWE                                 | Orígenes                                    | Coliseo Mario Quijote Morales, San Juan                   | Puerto Rico    | Evento transmitido en iPPV |
| 12 | Cinta de Oro vs. Red Amethys                                                              | Cinta de Oro       | 23/07/2022 | Aragon Championship Wrestling        | ACW Campus I                                | Academia ACW, Zaragoza                                    | España         | |
| 13 | Cinta de Oro vs. El Cobarde NG                                                            | Cinta de Oro       | 04/11/2022 | Calvary West Christian School        | 1.º Anual Battle of The Best                | Calvary West Christian School, Anthony, Nuevo México      | Estados Unidos | |
| 14 | Cinta de Oro vs. Ráfaga Jr.                                                               | Cinta de Oro       | 07/05/2023 | Arena Coliseo                        | Arena Coliseo                               | Arena Coliseo de Chihuahua, Chihuahua                     | México         | |
| 15 | Cinta de Oro vs. Juventud Guerrera                                                        | Cinta de Oro       | 03/06/2023 | United Pro Wrestling                 | UPW Unleashed                               | The Club Teen Center, Raleigh, Carolina del Norte         | Estados Unidos | |
| 16 | Cinta de Oro vs. Andrade                                                                  | Cinta de Oro       | 01/10/2023 | Autoridad Municipal de Ciudad Juarez | 2º Festival de lucha libre de Ciudad Juárez | Plaza Juan Gabriel, Ciudad Juárez, Chihuahua              | México         | Texano Jr. y Cinta de Oro Jr. intervinieron en el combate. |
| 17 | Cinta de Oro vs. Andrade "El Ídolo"                                                       | Andrade "El ídolo" | 26/11/2023 | Cinta de Oro Promotions              | Cuentas Pendientes                          | El Maida Shrine, El Paso, Texas                           | Estados Unidos | El CEO del IOCW Championship Miguel Pérez estuvo en ringside supervisando el combate y entregó el campeonato a Andrade. Hugo Savinovich anunció que la lucha no podrá acabar en empate. Fue el primer evento estelar de la empresa Cinta de Oro Promotions |
| 18 | Combate de escaleras: Andrade "El Ídolo" vs Pentagon Jr. vs Diamante Azul vs Cinta de Oro | Cinta de Oro       | 21/12/2023 | Olimpico Laguna                      | Dioses Del Ring The Best Of The Year        | Arena Olimpico Laguna                                     | México         | Fue la primera lucha de escaleras por el campeonato |
| 19 | Cinta de Oro vs. Bobby Lee Jr.                                                            | Cinta de Oro       | 18/02/2024 | Cinta de Oro Promotions              | Noche de campeones                          | El Maida Shrine, El Paso, Texas                           | Estados Unidos | Originalmente la lucha iba a ser Cinta de Oro vs. Alberto del Río, pero Del Río fue programado para las grabaciones de Triple A, no pudiendo presentarse en el evento. |
| 20 | Cinta de Oro vs. Bobby Lee Jr.                                                            | Bobby Lee Jr       | 14/04/2024 | Cinta de Oro Promotions              | La Leyenda Continua                         | Salón Esencia, León de los Aldamas, Guanajuato            | México         | |
| 21 | Combate de escaleras: Bobby Lee Jr. vs Cinta de Oro vs. Diamante Azul vs Galeno del Mal   | Cinta de Oro       | 07/07/2024 | Cinta de Oro Promotions              | Noche de Luchagetza                         | Arena Oaxaca                                              | México         | |

## Campeones
|   | Luchador           | Nacionalidad   | Reinado | Fecha      | Días como campeón | Defensas | Evento                               | Empresa                         | Lugar                                  | Observaciones                                                                             |
| - | ------------------ | -------------- | ------- | ---------- | ----------------- | -------- | ------------------------------------ | ------------------------------- | -------------------------------------- | ----------------------------------------------------------------------------------------- |
| 1 | Rayo               | Perú           | 1       | 27/03/2021 | 82                | 5        | For The Love of Wrestling            | National Championship Wrestling | Follansbee, West Virginia, USA         | - Primer campeón de la historia. - Derrotó a Desean Pratt y a Clay en una Triple Amenaza. |
| 2 | Ariel Levy         | Chile          | 1       | 18/06/2021 | 2                 | 0        | Wynwood Fight District               | Coastal Championship Wrestling  | Miami, Florida, USA                    |                                                                                           |
| 3 | Rayo               | Perú           | 2       | 20/06/2021 | 62                | 0        | Who´s Your Daddy?                    | Coastal Championship Wrestling  | Miami, Florida, USA                    |                                                                                           |
| 4 | Cinta de Oro       | Estados Unidos | 1       | 22/09/2021 | 796               | 7        | HOME                                 | Lucha Frontera                  | El Paso, Texas, USA                    |                                                                                           |
| 5 | Andrade "El Ídolo" | México         | 1       | 26/11/2023 | 24                | 0        | Cuentas Pendientes                   | Cinta de Oro Promotions         | El Paso, Texas, USA                    |                                                                                           |
| 6 | Cinta de Oro       | Estados Unidos | 2       | 21/12/2023 | 115               | 1        | Dioses Del Ring The Best Of The Year | Olimpico Laguna                 | Gomez Palacio, Durango, México         | Derrota a Andrade "El ídolo", DMT Azul y Pentagon Jr. en lucha de escaleras.              |
| 7 | Bobby Lee Jr.      | México         | 1       | 14/04/2024 | 84                | 0        | La Leyenda Continua                  | Cinta de Oro Promotions         | León de los Aldama, Guanajuato, México |                                                                                           |
| 8 | Cinta de Oro       | Estados Unidos | 3       | 07/07/2024 | +12               | -        | Noche de Luchagetza                  | Cinta de Oro Promotions         | Oaxaca, México                         | Derrota a Bobby Lee Jr., DMT Azul y Galeno del Mal en lucha de escaleras.                 |

### Total de días con el título
A la fecha del 19 de julio de 2024 
| + | Indica al campeón actual. |
|   |                           |

| N.º | Campeón            | Reinados | Total de días |
| --- | ------------------ | -------- | ------------- |
| 1   | Cinta de Oro       | 3        | 923+          |
| 2   | Rayo               | 2        | 114           |
| 4   | Bobby Lee Jr.      | 1        | 84            |
| 3   | Andrade "El Ídolo" | 1        | 24            |
| 5   | Ariel Levy         | 1        | 1             |

## Otros reconocimientos
- Premio Planeta Wrestling al mejor luchador latino de 2022: Rayo[118]
- Pro Wrestling Illustrated: Situado en el N.º 295 en los PWI 500 de 2022: Cinta de Oro[72]
- El Paso Wrestling Hall of Fame 2023: Cinta de Oro[119]
- El Paso Iconic Award 2023: Cinta de Oro

## Curiosidades
- Hugo Savinovich cambió el diseño original para introducirle panteras debido a su pasado como luchador bajo la máscara de La Pantera Ecuatoriana
- Es el campeonato cuyo campeón ha llegado más rápido a tener un tryout con WWE desde su creación. Rayo lo consiguió en solo 55 días.
- Es el primer campeonato que se pone en juego en las calles de El Paso, Texas.
- El campeonato ha sido defendido en todos los países de América del Norte, excepto en Canadá.

## Enlaces de Interés
IOCW Championship en Facebook
IOCW Championship en Twitter
IOCW Championship en Instagram
IOCW Championship en Youtube
IOCW Championship en TikTok
IOCW Championship en Pro Wrestling Tees